# 伊万·莫罗
伊万·莫罗（西班牙語：Iván Moro，1974年12月25日—），西班牙男子水球运动员。他曾代表西班牙参加1996年、2000年和2004年夏季奥林匹克运动会水球比赛，其中1996年奥运会获得一枚金牌。